# آن سن-جين
آن سن-جين (هانغل: 안선진) هو لاعب كرة قدم كوري جنوبي في مركز الوسط، ولد في 19 سبتمبر 1975 في كوريا الجنوبية. لعب مع بوهانغ ستيلرز وميتو هوليهوك.

## وصلات خارجية
- آن سن-جين على موقع رابطة كرة القدم اليابانية للمحترفين (اليابانية)
- آن سن-جين على موقع دوري كوريا الجنوبية (الإنجليزية)